# San Gregorio (Salvador Escalante)
San Gregorio es una localidad del estado mexicano de Michoacán. Es parte del municipio de Salvador Escalante. Fue fundada el 10 de octubre de 1909.

## Toponimia
El nombre «San Gregorio» hace referencia al santo patrono de la localidad: Gregorio Magno.

## Demografía
| Gráfica de evolución demográfica |
|                                  |

| Censo | Población |
| ----- | --------- |
| 1910  | 154       |
| 1921  | 95        |
| 1930  | 206       |
| 1940  | 266       |
| 1950  | 402       |
| 1960  | 489       |
| 1970  | 668       |
| 1980  | 742       |
| 1990  | 850       |
| 2000  | 1033      |
| 2010  | 1180      |
| 2020  | 1543      |